# Mare de Déu de la Concepció de Cabó
La Mare de Déu de la Concepció de Cabó és una capella de Cabó (Alt Urgell) inclosa a l'Inventari del Patrimoni Arquitectònic de Catalunya.

## Descripció
Petit edifici molt malmès, utilitzat com a capella. Consta de dos cossos situats un darrere l'altre seguint el mateix eix; el primer, per on s'accedeix, és de la mateixa ampla que el segon, el qual és més alt i més llarg. Tots dos cossos estan coberts amb volta de canó. La obertura de la porta principal és rodona però està tapiada el terç esquerra i té un petit banc a la dreta quedant al centre una porta rectangular. Té un campanar d'espadanya d'un sol ull. El parament és de pedres irregulars unides sense fer filades.